# Пер Вальо
Пер Фре́дрік Вальо, або Пер Фре́дрік Вале́ (швед. Per Wahlöö; 5 серпня 1926, Теле, лен Галланд, Швеція — 22 червня 1975, Мальме, Швеція) — шведський прозаїк, журналіст і перекладач.

## Біографічні дані
Пер Фредрік народився в сім'ї Вальдемара і Карін (до шлюбу Свенссон) Вальо. Закінчивши 1946 року Лундський університет, працював для різних часописів як журналіст у галузі кримінальних та соціальних проблем. У 1950-х роках Вальо провадив активну політичну діяльність, і 1957 року його депортували з франкістської Іспанії. Перш ніж у 1959 році стати професійним літератором, він написав ряд теле- і радіоп'єс, був відповідальним редактором кількох журналів.
1961-го Пер Фредрік познайомився з Май Шевалль, коли вони працювали для видань, що друкувались у тому самому видавництві. Був тоді одружений із Інґер Вальо, а Май жила сама, маючи дочку. Зійшовшись у поглядах на життя, наступного року Пер і Май почали жити разом. Удвох редагували літературний журнал «Періпео», а після народження синів Тетса та Єнса стали співавторами. Обоє писали олівцем свій наперед визначений уривок твору, а відтак друкували на машинці цей уривок (не свій), а отже, водночас і редагували. У такий спосіб від (1963-го до 1975 року постав цикл із десяти детективних повістей — переважно з життя поліції, у яких головним героєм був Мартін Бек, стокгольмський офіцер відділу вбивств. Вважаючи сьогоденним ідеалом суспільно-політичний лад у НДР, подружжя по-художньому відображало свою марксистську платформу, критикувало шведську соціал-демократичну модель держави та суспільства. Книжки мали успіх, їх переклали багатьма мовами, екранізували для кіно та телебачення й озвучили як радіоспектаклі. У 1971 році Шведська академія письменників детективного жанру зробила честь Май Шевалль і Перу Вальо, заснувавши літературну премію імені Мартіна Бека.
Плідну співпрацю перервала смерть Пера Вальо, яку спричинив рак підшлункової залози.

## Творчість
Ранні твори Пера Вальо відзначаються лівою радикальністю та гострою драматичністю. Як і в дебютній «Божій козі» (1959), у них ідеться про соціальну несправедливість. До науково-фантастичних трилерів належать «Убивство на 31-му поверсі» (про Німеччину в майбутньому) і «Сталевий стрибок» (про смертельну чуму у Швеції). Герой обох творів — головний інспектор Єнсен. «Вантажівка» (1962), «Завдання» (1963), «Генерали» (1965) — це твори, що відображають думку Вальо про диктатуру чи то в Іспанії, чи то десь у Латинській Америці, чи то у вигаданій країні.
Розпочавши спільну працю, подружжя, зі слів Пера Вальо, поставило за мету «використовувати кримінальні романи як скальпель, що розпанахує черево ідеологічно пауперизованого суспільства й сумнівного в моральному плані так званої заможної держави буржуазного кшталту».
Перші написані спільно три твори — «Розанна» (історія зґвалтованої і вбитої у Швеції американської дівчини), «Людина, що канула в безвість» і «Людина на балконі» — позначені доброю орієнтацією в поліційній рутині. У них з'являються головні постаті циклу — солідний, методичний, невдаха в подружньому житті Мартін Бек, колишній парашутист Леннарт Колльберг, що ненавидить насилля й відмовляється носити зброю, відлюдькуватий Ґунвальд Ларссон, Ейнар Ренн — виходець із північношведської провінції, і два рядові поліцаї — Крістіанссон та Квант, неодмінна комічна пара. Бек має себе за «впертого й логічного, цілковито спокійного». Він живе в тісному помешканні з жінкою Інґою та двома дітьми. У наступних книжках Мартін має роман із поблажливою Реєю Нільсен.
У «Поліцаї-реготуні» йдеться про розслідування вбивства восьми пасажирів стокгольмського автобуса. Наприкінці «Замкненої кімнати» Шевалль і Вальо виявляють свою симпатію до грабіжника банків, але засуджують сексуальне насильство. У «Вбивці поліцаїв» Леннарт Кольберг, будучи соціалістом, відмовляється від дальшої служби, а остання книжка — «Терористи» — пройнята гірким розчаруванням авторів (передусім на той час уже смертельно хворого Пера) у можливостях розвитку так званого ситого буржуазного суспільства. За своє трагічно коротке життя Пер Вальо встиг ще написати працю про поліційні методи у Швеції, США, СРСР та Великій Британії й перекласти шведською детективні романи Евана Гантера й політичний трилер Ноела Бена про кремлівські оборудки.

## Сценарії фільмів
- Flygplan saknas (1965) — «Бракує літака»
- Morianerna (1965) — «Маври»
- Nattmara (1965) — «Нічний кошмар»
- Mördaren — en helt vanlig person (1967) — «Убивця — цілком звичайна особа»
- Mannen i skuggan (1978) — «Людина в тіні»

## Українські переклади
- «Вбивство на 31-му поверсі». Переклад Ольги Сенюк
- «Замкнена кімната». Переклад Ольги Сенюк

## Екранізовані твори

### Пер Вальо
- UPPDRAGET — The Assignment, 1977, режисер Матс Арен (Mats Arehn)
- POLIS, POLIS, POTATISMOS! — Незаконченный ужин, 1979, режисер Яніс Стрейч (Jānis Streičs)
- MORD PÅ 31:A VÅNINGEN — Гибель 31 отдела, 1980, режисер Пеетер Урбла (Peeter Urbla)
- MORD PÅ 31:A VÅNINGEN — Kamikaze, 1989, режисер Вольф Ґремм (Wolf Gremm)

### Пер Вальо і Май Шевалль
- DEN SKRATTANDE POLISEN — The Laughing Policeman, 1973, режисер Стюарт Розенберґ (Stuart Rosenberg)
- DEN VEDERVÄRDIGE MANNEN FRÅN SÄFFLE — The Abominable Man, 1976, режисер Бу Відерберг (Bo Widerberg)
- MANNEN SOM GICK UPP I RÖK — The Man Who Went Up in Smoke, 1980, режисер Петер Бачо (Péter Bacsó)
- ROSEANNA — Roseanna, 1993, режисер Данієль Альфредсон (Daniel Alfredson)
- MANNEN PÅ BALKONGEN — The Man on the Balcony, 1993, режисер Данієль Альфредсон (Daniel Alfredson)
- BRANDBILEN SOM FÖRSVANN — The Fire Engine That Disappeared, 1993, режисер Гайо Ґіс (Hajo Gies)
- POLIS, POLIS, POTATISMOS! — Murder at the Savoy, 1993, режисер Пелле Берглунд (Pelle Berglund)
- DET SLUTNA RUMMET — The Locked Room, 1993, режисер Якоб Бейл (Jacob Bijl)
- POLISMÖRDAREN — Cop Killer, 1994, режисер Пітер Кеґлевіц (Peter Keglevic)
- TERRORISTERNA — Stockholm Marathon, 1994, режисер Пітер Кеґлевіц (Peter Keglevic)

Серіал «Beck»
- Lockpojken — «Хлопчик-приманка» (27 червня 1997)
- Spår i mörker — «Слід у пітьмі» (31 жовтня 1997)
- Mannen med ikonerna — «Чоловік з іконами» (17 грудня 1997)
- Vita nätter — «Білі ночі» (27 лютого 1998)
- Öga för öga — «Око за око» (27 березня 1998)
- Pensionat Pärlan — "Пенсіонат «Перлина» (8 квітня 1998)
- Monstret — «Чудовисько» (20 травня 1998)
- Moneyman — «Товстосум» (3 червня 1998)
- Hämndens pris — «Ціна помсти» (27 червня 2001)
- Mannen utan ansikte — «Людина без обличчя» (7 листопада 2001)
- Kartellen — «Блок» (12 грудня 2001)
- Sista vittnet — «Останній свідок» (4 січня 2002)
- Enslingen — «Відлюдько» (16 січня 2002)
- Okänd avsändare — «Невідомий адресант» (13 лютого 2002)
- Annonsmannen — «Оповісник» (20 березня 2002)
- Pojken i glaskulan — «Хлопчина у скляній кулі» (10 квітня 2002)
- Skarpt läge — «Сутуга» (28 червня 2006)
- Flickan i jordkällaren — «Дівчина в льосі» (12 листопада 2006)
- Gamen — «Гриф» (19 листопада 2006)
- Advokaten — «Адвокат» (26 листопада 2006)
- Den svaga länken — «Слабка ланка» (23 березня 2007)
- Den japanska shungamålningen — «Японське співоче мальовидло» (6 червня 2007)
- Det tysta skriket — «Мовчазний крик» (19 вересня 2007)
- I Guds namn — «Во ім'я Бога» (10 жовтня 2007)
- I stormens öga — «Посеред бурі» (26 серпня 2009)
- Levande begravd — «Живцем похований» (27 грудня 2009)

## Нагороди й відзнаки
- Літературна премія від газети «Свенска даґбладет» — 1965
- Премія Едгара Алана По — 1971 (за «Поліцая-реготуна»)
- Велика жовта премія міста Каттоліка (італійська) — 1973 (за «Поліцая-реготуна»)
- У 1987 роман «Розанна» ввели у список «100 найкращих книжок кримінального і детективного жанру» («100 Best Crime & Mystery Books») Генрі Кітінга
- У 1995 «Поліцай-реготун» посів друге місце в категорії «романів, у яких реалістично зображено роботу поліції» із списку «100 найкращих романів кримінального жанру» Товариства письменників детективного жанру Америки (Mystery Writers of America)
- У 2008 редакція газеты «TimesOnLine» поставила Май Шевалль і Пера Вальо на 15-те місце в переліку найвидатніших письменників-детективів усіх часів, назвавши цю подружню пару «матір'ю й батьком північного кримінального роману»